# فيونا لويس
فيونا لويس (بالإنجليزية: Fiona Lewis)‏ هي كاتِبة وممثلة بريطانية، ولدت في 28 سبتمبر 1946 في المملكة المتحدة.

## أعمال

### أفلام
- (1987) الفضاء الداخلي

## وصلات خارجية
- فيونا لويس على موقع IMDb (الإنجليزية)
- فيونا لويس على موقع ألو سيني (الفرنسية)
- فيونا لويس على موقع أول موفي (الإنجليزية)
- فيونا لويس على موقع قاعدة بيانات الأفلام السويدية (السويدية)
- فيونا لويس على موقع ديسكوغز (الإنجليزية)
- فيونا لويس على موقع قاعدة بيانات الفيلم (الإنجليزية)
- فيونا لويس على موقع كينوبويسك (الروسية)